# Keçiören
Keçiören ist ein Landkreis der türkischen Provinz Ankara und gleichzeitig ein Stadtbezirk der Büyükşehir belediyesi (Großstadtkommune) Ankara. Der Landkreis ist von den Kreisen Pursaklar, Altındağ, Yenimahalle und Kazan umgeben. Keçiören wurde 1983 von Altındağ abgespalten und zu einem eigenständigen Kreis (İlçe) erklärt. Der Kreis wird durch den Çubuk-Fluss in zwei Teile geteilt.
Die 51 Mahalle werden von durchschnittlich 18.403 Menschen bewohnt, Atapark hat mit 51.263 die meisten Einwohner.

## Persönlichkeiten
- Melih Gökçek (* 1948), ehemaliger Bürgermeister von Ankara